# あき乃家
あき乃家（あきのや）は、日本の食品加工企業。

## 沿革
1992年に創業した。1994年、「ワイン仕込からし明太子」を発売する。
1995年より、通信販売を開始した。

## 店舗
- 愛宕本店（福岡市西区）
- 唐人町店（福岡市中央区）
- 博多駅マイング店（福岡市博多区）

閉店した店舗
- 西新店
- ヒルトンホテル福岡シーホーク店